# Saetta impara a vivere
Saetta impara a vivere er en italiensk stumfilm fra 1924 instrueret af Guido Brignone.

## Medvirkende
- Domenico Gambino som Saetta
- Pauline Polaire
- Rita D'Harcourt
- Liliana Ardea
- Alberto Collo
- Giuseppe Brignone
- Franz Sala
- Armand Pouget
- Augusto Bandini